# Beiriz
Beiriz era una freguesia portuguesa del municipio de Póvoa de Varzim, distrito de Oporto.

## Geografía
Se localiza a 4 km al este de la ciudad de Póvoa de Varzim. 

## Historia
La freguesia tiene su origen en una villa medieval llamada Villa Viarizi, según consta en un documento de 1044.
Fue suprimida el 28 de enero de 2013, en aplicación de una resolución de la Asamblea de la República portuguesa promulgada el 16 de enero de 2013 al unirse con las freguesias de Argivai y Póvoa de Varzim, formando la nueva freguesia de Póvoa de Varzim, Beiriz e Argivai.